# Мордвинов, Николай Дмитриевич
Никола́й Дми́триевич Мордви́нов (2 [15] февраля 1901, Ядрин, Казанская губерния, Российская империя — 26 января 1966, Москва, СССР) — советский актёр театра и кино, мастер художественного слова, театральный режиссёр. Лауреат Ленинской (1965) и трёх Сталинских премий (1942, 1949, 1951). Народный артист СССР (1949).

## Биография
Родился 2 (15) февраля 1901 года в Ядрине (ныне Чувашия) в семье известного в городе купца.
В 1910—1912 годах учился в Ядринской начальной школе. В 1912 году поступил в местное реальное училище. Уже в период обучения в училище играл в любительских спектаклях. В 1918 году училище было объединёно с женской гимназией и преобразовано в единую трудовую школу 2-й ступени, ученический драмкружок при которой возглавил Николай, окончивший школу в 1920 году.
В 1919—1920 годах — артист любительского театрального кружка при Губсоюзе и Музыкально-драматической секции ОНО.
В 1920—1923 годах служил в РККА (писарь, артист 1-й ударной группы 18-го стрелкового полка в Нижнем Новгороде. После демобилизации в 1923 году работал в Ядрине, в Союзе работников просвещения при Наркомобразе.
В 1924 году поступил в Центральный техникум театрального искусства (ЦЕТЕТИС) (ныне — ГИТИС) в Москве, но в конце учебного года — отчислен по причине профнепригодности.
В 1925 году поступил в драматическую студию Моспрофобра под руководством Ю. А. Завадского (Москва), два года спустя реорганизованную в Театр-студию, где играл до 1936 года. В 1930 году был избран членом дирекции и ответственным секретарем по художественной части. С этого же года занимался режиссурой.
В 1936—1940 годах — актёр Ростовского театра драмы им. М. Горького.
С 1940 года — актёр Московского драматического театра им. Моссовета.
Театральным работам свойственны темпераментная, романтически приподнятая игра и тяготение к героико-трагедийным образам, сказавшееся в создании характеров сильных, незаурядных личностей.
Работал на радио и телевидении, выступал с чтецкими программами на эстраде. В репертуаре — стихотворения и поэмы М. Ю. Лермонтова, записал его поэмы на радио. 
Скончался 26 января 1966 года в Москве. Похоронен на Новодевичьем кладбище (участок № 6).

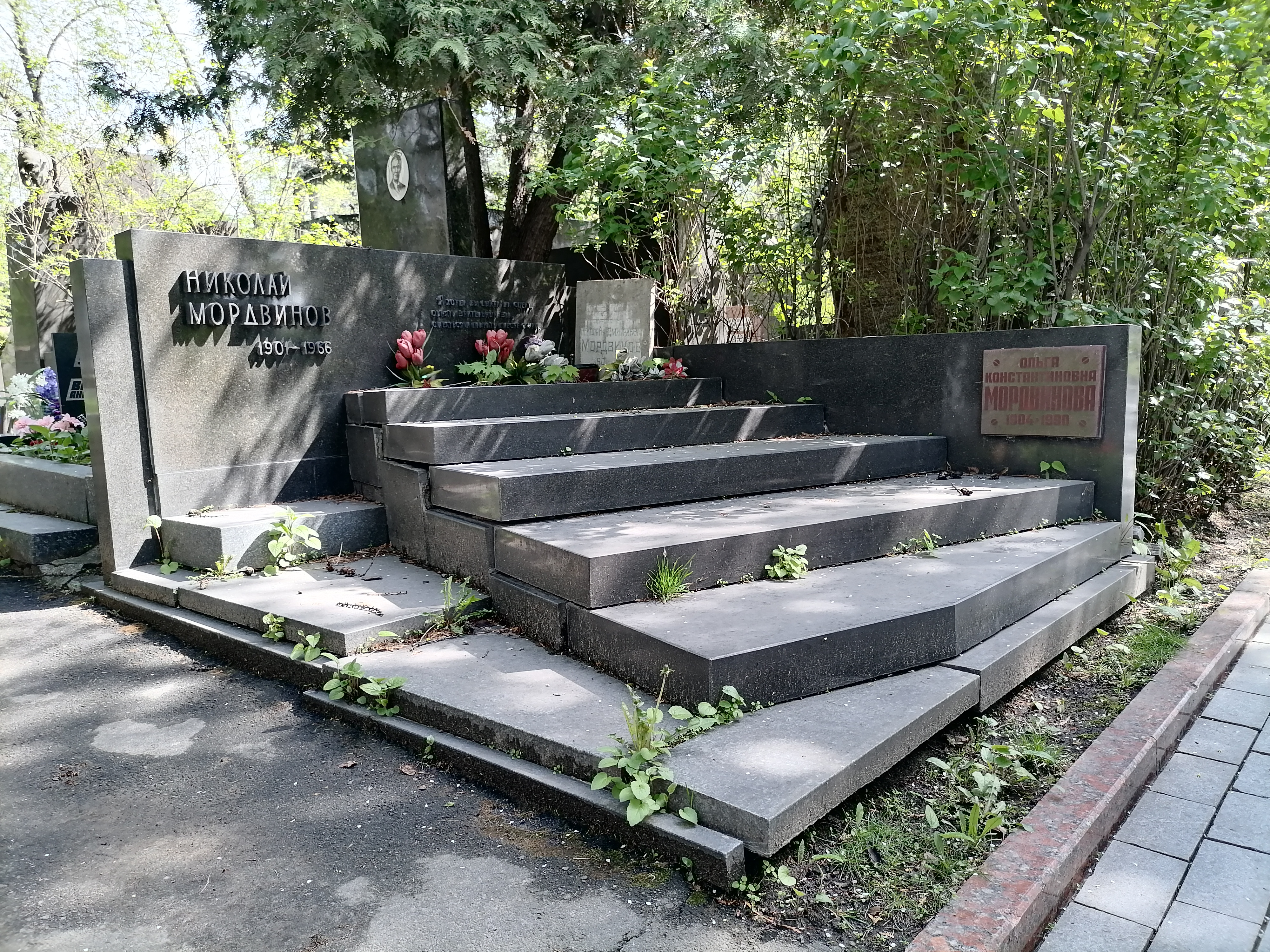
Могила на Новодевичьем кладбище

### Семья
- Отец – Дмитрий Семенович Мордвинов, купец[6].
- Мать — Анна Степановна Мордвинова (1882–1968).
- Сестра — Мария Дмитриевна (1902 – ?).
- Брат — Иван Дмитриевич Мордвинов (1913 – ?).
- Жена — Ольга Константиновна Табунщикова-Мордвинова (1904—1990), актриса, педагог.
- Дочь — Людмила (1937 – 8 мая 1942), умерла от туберкулезного менингита.

## Звания и награды
- Заслуженный артист РСФСР (1935)
- Заслуженный артист Казахской ССР (1943)
- Народный артист РСФСР (1947)[7]
- Народный артист СССР (1949)
- Сталинская премия первой степени (1942) — за исполнение заглавной роли в фильме «Богдан Хмельницкий»[8]
- Сталинская премия второй степени (1949) — за исполнение роли Костюшкина в спектакле «Обида» («Большая судьба») А. А. Сурова[9]
- Сталинская премия второй степени (1951) — за исполнение роли Курепина в спектакле «Рассвет над Москвой» А. А. Сурова
- Ленинская премия (1965) — за исполнение роли Арбенина в спектакле «Маскарад» М. Ю. Лермонтова
- Орден Трудового Красного Знамени (1947)
- Медаль «За оборону Москвы» (1945)
- Медаль «За доблестный труд в Великой Отечественной войне 1941—1945 гг.» (1946)
- Медаль «В память 800-летия Москвы»
- Почётная грамота Президиума Верховного Совета Молдавской ССР (1943) — за создание образа народного героя Молдавии Г. Котовского в одноимённом фильме.
- Почётная грамота Всемирного совета мира (1959) — за выдающийся вклад в дело укрепления мира и дружбы между народами.

## Роли в театре

### Театр-студия под руководством Ю. Завадского
- 1926 — «Лес» А. Н. Островского — Пётр
- 1927 — «Ратклиф» Г. Гейне — Ратклиф (выпускная работа)
- 1927 — «Рассказ о простой вещи» по Б. А. Лавренёву, режиссёры Н. П. Хмелёв и Ю. А. Завадский — поручик Соболевский
- 1928 — «Любовью не шутят» А. де Мюссе, режиссёр Ю. А. Завадский — барон Педрикан
- 1928 — «Компас, или Деловой человек» В. Газенклевера — Мебиус
- 1929 — «Пьяный круг» Д. Дэля — Глебов-отец и Растратчик
- 1930 — «Проба» М. Кольцова и В. Герасимова — Олыпевич
- 1932 — «Мое» по пьесе «Вольпоне» Б. Джонсона, режиссёр Ю. А. Завадский — Моска
- 1933 — «Дело о Душах» В. Голичанова — Сухово-Кобылин
- 1933 — «Ученик дьявола» Б. Шоу, режиссёр Ю. А. Завадский — Дик Даджен
- 1934 — «Волки и овцы» А. Н. Островского, режиссёр Ю. А. Завадский — Мурзавецкий
- 1935 — «Ваграмова ночь» Л. Первомайского, режиссёр Ю. А. Завадский — Ваграм

### Ростовский театр драмы имени М. Горького
- 1936 — «Любовь Яровая» К. А. Тренёва, режиссёр Ю. А. Завадский и Ю. А. Шмыткин — поручик Яровой
- 1937 — «Каменный гость» А. С. Пушкина, режиссёр Ю. А. Завадский — Дон Гуан
- 1937 — «Очная ставка» Братьев Тур и Л. Р. Шейнина, режиссёр М. Чистяков — следователь Ларцев
- 1937 — «Разбойники» Ф. Шиллера, режиссёр Ю. А. Шмыткин — Карл Моор
- 1937 — «Тигран» Ф. С. Готьяна, режиссёры Н. Д. Мордвинов и М. Чистяков — Тигран
- 1938 — «Укрощение строптивой» У. Шекспира, режиссёр Ю. А. Завадский — Петруччио
- 1939 — «Отелло» У. Шекспира, режиссёр Ю. А. Завадский — Отелло

### Театр имени Моссовета
- 1940 — «Хозяйка гостиницы» К. Гольдони, режиссёр Ю. А. Завадский — Кавалер ди Рипафратта
- 1941 — «Надежда Дурова» А. С. Кочеткова, К. А. Липскерова, режиссёр Ю. А. Завадский и Ю. А. Шмыткин — Клименко
- 1942 — «Фронт» А. Е. Корнейчука, режиссёр Ю. А. Завадский — Генерал-майор Огнев (Алма-Ата)
- 1944 — «Отелло» У. Шекспира, режиссёры Ю. А. Завадский и Ю. А. Шмыткин — Отелло
- 1944 — «Воры» по А. П. Чехову, режиссёр Ю. А. Шмыткин — Марик
- 1947 — «В одном городе» А. В. Софронова, режиссёр Ю. А. Шмыткин — Петров
- 1948 — «Обида» А. А. Сурова, режиссёры В. В. Ванин и М. Лебедев — секретарь райкома Костюшин
- 1948 — «Закон чести» А. П. Штейна, режиссёр Ю. А. Завадский — Академик Верейский
- 1949 — «Мадлен Годар» А. В. Спешнева, режиссёры Ю. А. Завадский и И. С. Анисимова-Вульф — Морис Шуазаль
- 1950 — «Рассвет над Москвой» А. А. Сурова, режиссёр А. Л. Шапс — Курепин
- 1952 — «Маскарад» М. Ю. Лермонтова, режиссёры Ю. А. Завадский и И. С. Анисимова-Вульф — Арбенин
- 1958 — «Король Лир» У. Шекспира, режиссёр И. С. Анисимова-Вульф — Король Лир
- 1960 — «Леший» А. П. Чехова, режиссёры Ю. А. Завадский и Л. Петрейков — Леший (Хрущев)
- 1962 — «Ленинградский проспект» И. В. Штока, режиссёр И. С. Анисимова-Вульф — Забродин
- 1963 — «Маскарад» М. Ю. Лермонтова, режиссёр Ю. А. Завадский — Арбенин

## Фильмография
- 1935 — Последний табор — Юдко, бедный цыган
- 1941 — Богдан Хмельницкий — Богдан-Зиновий Хмельницкий, гетман войска Запорожского
- 1941 — Маскарад — Евгений Арбенин
- 1942 — Котовский — Григорий Иванович Котовский
- 1942 — Парень из нашего города — Алексей Петрович Васнецов, начальник Омской танковой школы
- 1946 — В горах Югославии — Славко Бабич
- 1949 — Падение Берлина — Берия[10] (По словам А. Шереля, работавшего в Госфильмофонде (1992), фрагмент с Берией (цветной, но без звука) был в Госфильмофонде, а такой же фрагмент (нецветной, но со звуком) был в Женевской синематеке).
- 1950 — Донецкие шахтёры — Берия[11]
- 1950 — Огни Баку — Берия
- 1950 — Смелые люди — Кожин, партийный работник, командир партизанского отряда
- 1964 — Когда улетают аисты — старый Лука
- 1965 — Новогодний календарь

### Телеспектакли
- 1960 — Пенсия — Пап Хильдер
- 1964 — Ленинградский проспект — Забродин

### Документальные фильмы
- 1962 – Народный артист СССР Николай Мордвинов (телевизионный)
- 1976 – Мастера искусств. Народный артист СССР Николай Мордвинов (телевизионный)
- 2004 — Великий Мордвинов. Жизнь артиста (телевизионный)

## Сочинения
- Размышления о работе актёра / Н.Д. Мордвинов; Ред.-сост. И.Н. Крякова. — М.: Мир. 2001. — 230 с. ISBN 5-03-003428-5

## Память
- В Ядрине в 2008 году открыт Дом-музей артиста, ставший краеведческим музеем[12][13].
- В Москве на доме, где жил актёр (Новослободская ул., 54-56), установлена мемориальная доска.